# تراندولاپریل
تراندولاپریل (Trandolapril) یک داروی مهارکننده آنزیم مبدل آنژیوتانسین است که در درمان فشارخون بالا به کار میرود. این دارو ممکن است کاربردهای دیگری نیز داشته باشد. تراندولاپریل با نام تجاری Mavik به فروش میرسد.

## فارماکولوژی
این دارو با اثر بر روی سیستم رنین-آنژیوتانسین-آلدوسترون عمل میکند. نیم عمر این دارو شش ساعت است. یک سوم متابولیت های آن در ادرار و دو سوم نیز در مدفوع ترشح میشود.میزان اتصال آن به پروتئین های سرمی حدود 80 درصد است.

## عوارض جانبی
تهوع، استفراغ، اسهال، سردرد، سرفه خشک، سرگیجه، خستگی و افت فشارخون

## مصرف در دوران بارداری و شیردهی
مصرف دارو در بارداری و شیردهی ممنوع است.